# Kanton Nœux-les-Mines
Kanton Nœux-les-Mines (francouzsky Canton de Nœux-les-Mines) je francouzský kanton v departementu Pas-de-Calais v regionu Hauts-de-France. Tvoří ho 13 obcí. Před reformou kantonů 2014 ho tvořily čtyři obce.

## Obce kantonu
od roku 2015:
- Barlin
- Drouvin-le-Marais
- Fouquereuil
- Fouquières-lès-Béthune
- Gosnay
- Haillicourt
- Hersin-Coupigny
- Hesdigneul-lès-Béthune
- Houchin
- Labourse
- Nœux-les-Mines
- Ruitz
- Vaudricourt

před rokem 2015:
- Beuvry
- Labourse
- Nœux-les-Mines
- Sailly-Labourse